# Fuera de quicio
Fuera de quicio es una obra de teatro de José Luis Alonso de Santos, estrenada en 1987.[cita requerida]

## Argumento
Ambientada en el manicomio de Ciempozuelos, relata las andanzas de unos internos Rosa, Antoñita, Antonio y Juan que se enamoran y se desanomoran, llegándose a cometer un crimen, mientras el director y la madre superiora andan metidos en sucios negocios de tráfico de droga.

## Estreno
- Teatro Calderón (Valladolid), 17 de febrero de 1987.
  - Dirección: Gerardo Malla.
  - Escenografía: Toni Cortés.
  - Intérpretes: Gloria Muñoz, Amparo Valle, Arturo Querejeta, Paca Gabaldón, Francisco Javier, Francisco Casares, Francisco Maestre.